# 1013
1013 (MXIII) je bilo navadno leto, ki se je po julijanskem koledarju začelo na četrtek.

## Dogodki
- julij - Danski kralj Sven I. Vilobradi se po uspešni invaziji na Anglijo razglasi za kralja v mejah ozemlja, ki ga nadzoruje (Danelaw).
- 25. december - Sven I. Vilobradi je v Londonu razglašen za kralja celotne Anglije. Ethelred II. Nepripravljeni pobegne v Normandijo.
- Nemško-poljska vojna (1002—1018): nemški kralj Henrik II. sklene (že tretji) mirovni sporazum s poljskim vojvodo Boleslavom Hrabrim. V zameno za priznanje fevdalne podrejenosti mu Henrik II. v fevd preda Lužice, ki so sicer del Rimsko-nemškega cesarstva, a si jih je Boleslav prisvojil leta 1002 po smrti cesarja Otona III.. Mir  Henriku koristi za ponovno pripravo pohoda na Italijo, v katerem potem dokončno odstavi severnoitalijanskega mejnega grofa Arduina kot nesojenega italijanskega kralja.
- Kordobski kalifat: omajadski kalif Sulejman ibn al-Hakam prevzame oblast po umoru Hišama II.
- Izgon Judov iz Kordobskega kalifata.
- Pod kitajsko dinastijo Song je končano zelo obsežno enciklopedično delo Prva želva literarnega urada, eno od  Štirih Velikih knjig dinastije Song. Delo sestavlja več kot 9.4 milijona pismenk.

## Rojstva
- 18. julij - Hermann von Reichenau, nemški učenjak, skladatelj, glasbeni teoretik, pesnik († 1054)
- 22. september - Richeza Poljska, ogrska kraljica žena († 1075)

Neznan datum
- Andrej I., ogrski kralj († 1060)
- Guaimario IV., salernijski knez († 1052)

## Smrti
- 19. april - Hišam II., kordobski kalif (* 966)

Neznan datum
- Abu al-Qasim al-Zahrawi, arabski zdravnik, kirurg (* 936)